# Kalnica
Kalnica (1004 m n. m.) je hora v Bukovských vrších na slovensko-ukrajinské státní hranici. Nachází se v jihozápadní rozsoše Kremence (1221 m) nad soutokem Kamenistého potoka a Stužické rieky. Vrcholem prochází hranice mezi slovenským NP Poloniny a ukrajinským Užanským NP. Na slovenské straně se rozkládá NPR Stužica, na ukrajinské PR Stužycja.

## Přístup
- po neznačené cestě podél státní hranice z Kremence